# Anton Strauß
Anton Strauß (* 12. Juni 1828 in Köln; † 1. Juli 1888 in Köln) war der erste von der Stadt in kommunaler Selbstverwaltung angestellte Stadtgärtner und Gartendirektor.

## Leben
Seine Lehrjahre absolvierte Anton Strauß in Köln unter Jakob Greiß im dortigen Alten Botanischen Garten. Nachdem sein Lehrer Greiß in seinen letzten Lebensjahren häufiger erkrankte, übernahm Strauß, mittlerweile Obergehilfe, zeitweise stellvertretend die Leitung des Gartens. Nach dem Tod von Jakob Greiß im Jahr 1853 beschloss der Rat im Mai 1854, Anton Strauß als neuen Gartendirektor anzustellen. Strauß erhielt eine Dienstwohnung im Stadtgarten und ein Jahresgehalt von 540 Talern plus einer Zulage von 60 Talern. Da Strauß keine zusätzliche Lehrtätigkeit wie sein Vorgänger ausübte, waren seine Bezüge erheblich geringer. Anton Strauß übernahm in späterer Zeit unter Josef Stübben bei der Anlage der Kölner Ringe den Part für den gärtnerischen Entwurf der ersten 10 Teilabschnitte der Ringstraßen (1885). Strauß unterstanden als Gartendirektor die Aufseher der Kirchhöfe und des Museums (zuerst Wallrafianum, später Wallraf-Richartz-Museum). Er hatte die Oberaufsicht über das „Eigelstein Glacis“ sowie die „Rheinau“. 1854 wurde das Stadtbauamt in zwei Bereiche gegliedert, wobei Julius Raschdorff als zweiter Stadtbaumeister berufen worden war. Dieser wurde für alle Hochbauarbeiten zuständig und die Tiefbauarbeiten gingen nun an das Stadtbauamt II unter der Leitung von Stadtbaumeister Bernhard Wilhelm Harperath (1864 verstorben). Zwischen Strauß und dem nun auch für die Gärten zuständigen Harperath entwickelte sich eine gute Zusammenarbeit.

## Wirken

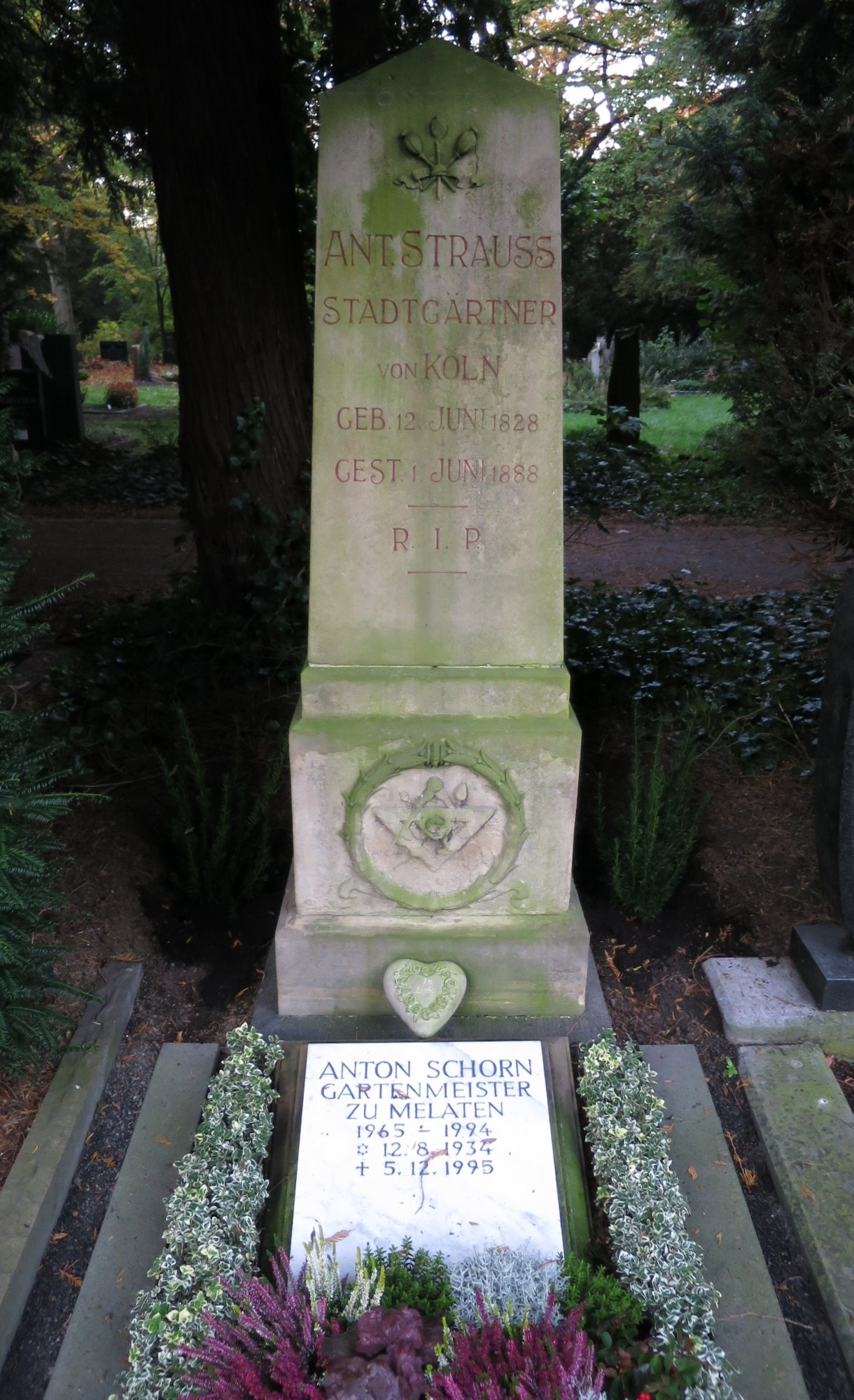
Anton Strauß – Grab auf dem Kölner Friedhof Melaten

Unter Anton Strauß entstanden Gartenanlagen, Alleen und Plätze wurden angelegt oder umgestaltet. Entwürfe zu vielen Anlagen tragen seine Handschrift, so die Pläne zur Umgestaltung des Melaten-Friedhofs (1854), die Planung zur Bepflanzung des Platzes am Lichhof (nähe St. Maria im Kapitol) (1854), der Appellhofplatz (1855), die Parkanlage der Rheinau (Werthchen 1855), der Stadtgarten (Umgestaltung 1858), der Minoritenplatz (1863), der Entwurf des Augustinerplatzes (1879), der Entwurf für die Umgestaltung der Umgebung des Domes (1887), das Eigelstein-Glacis, der Zoologische Garten und der Friesenplatz. Des Weiteren entstand unter Strauß die Allee zwischen dem „Holztor“ und dem „Bayentor“, auf dessen Spuren noch heute am Malakow-Turm verwiesen wird, sowie Baumpflanzungen auf dem Hansa- und Habsburgerring und Gartenanlagen auf dem Hohenstaufenring.
Da die dann erfolgenden Eingemeindungen in den 1880er Jahren einen immensen Aufgabenzuwachs mit sich brachten, stellte die Stadt 1887 Anton Strauß einen weiteren Gartendirektor zur Seite. Der bis dahin in Nürnberg als Garteninspektor tätig gewesene Adolf Kowallek konnte jedoch nur noch kurz durch Anton Strauß eingearbeitet werden, Strauß starb 1888 im Amt. Seine Grabstätte befindet sich auf dem Kölner Friedhof Melaten (Flur 37).
Weiterhin wurde er als bedeutender Gartenkünstler nach Bochum empfohlen, um den dortigen Stadtpark anzulegen.